# Diglyphus sabulosus
Diglyphus sabulosus är en stekelart som beskrevs av Erdös 1951. Diglyphus sabulosus ingår i släktet Diglyphus, och familjen finglanssteklar. Arten är reproducerande i Sverige.